# Neotrigonia margaritacea
Neotrigonia margaritacea is een tweekleppigensoort uit de familie van de Trigoniidae. De wetenschappelijke naam van de soort is voor het eerst geldig gepubliceerd in 1804 door Lamarck.